# Karłów (Nysa)

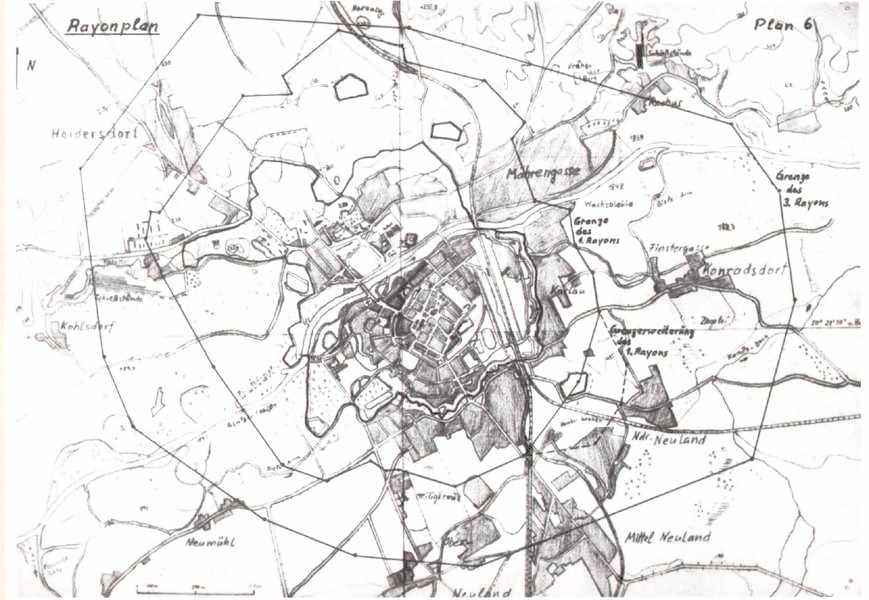
Plan okolic Nysy z 1890 r. Carlau to Karłow.

Karłów (niem. Carlau) –  niestandaryzowana część miasta Nysa, także nieoficjalne określenie dzielnicy lub osiedla w Nysie.
Miejscowość Karłów położona była na południe od (na prawym brzegu) Nysy Kłodzkiej, na wschód od obwałowań kolejowych twierdzy Nysa. 
Granice nieoficjalnej dzielnicy Karłów wyznaczają: rzeka Nysa Kłodzka, ulica Józefa Bema, ulica Adama Asnyka, ulica Jagiellońska.
Karłów sąsiaduje z dzielnicami: Śródmieście, Podzamcze oraz Dolna Wieś.